# Meinhard III. (Görz)
Meinhard III. von Görz (Meinhard I. von Tirol) (* ca. 1193/1194; † 22. Juli 1258) aus der Familie der Meinhardiner war Graf von Görz (1220–1258) und Graf von Tirol (1253–1258) sowie Vogt von Aquileia, Trient, Brixen und Bozen.

## Leben
Er war der Sohn des Grafen Engelbert III. von Görz († 1220) und der Gräfin Mathilde von Andechs, Tochter von Markgraf Berthold III. von Istrien (Graf von Andechs; † 1188). Meinhards Gemahlin Adelheid war die Tochter von Graf Albert III. von Tirol. Diese Ehe war mit entscheidend für den Erwerb der Grafschaft Tirol (in damaligem Umfang) durch die Görzer, da Graf Albert III. keinen Sohn hatte und Adelheids Schwester Elisabeth kinderlos verstarb. Im November 1234 beurkundete Meinhard III. von Görz in Cividale mit dem Patriarchen Berthold von Aquileia (als Graf Berthold V. von Andechs sein Cousin) das Geleit-, Zoll- und Mautrecht über den Kreuzberg (Plöckenpaß). Dies war einer der wirtschaftlich bedeutendsten Verträge seiner Regierungszeit. Er eröffnete die kürzeste Verbindung zwischen den nördlichen und südlichen Besitzungen der Görzer mit stetig hohen Einnahmen. Als künftiger Erbe arbeitete Meinhard III. eng mit seinem Schwiegervater Graf Albert III. von Tirol zusammen, dies belegen gemeinsam besiegelte Urkunden.
Meinhard war Staufer-Parteigänger. Er wurde von Kaiser Friedrich II. im Juni 1248 zum Generalkapitän der Steiermark ernannt und erscheint in Graz am 20. Januar 1250 als Statthalter (Hauptmann) von Österreich. Er versuchte die Vorherrschaft in Kärnten zu erobern, unterlag aber mit seinem Verbündeten und Schwiegervater Graf Albert III. von Tirol 1252 bei Greifenburg gegen Herzog Bernhard von Kärnten und dessen Sohn Philipp, Elekt von Salzburg. Im Frieden von Lieserhofen (27. Dez. 1252) musste er seine Söhne Meinhard und Albert als Geiseln stellen (diese waren bis 1259 bzw. 1261 auf Hohenwerfen festgesetzt), hohes Bußgeld zahlen und verlor wichtige Besitzungen in Kärnten.
Meinhard III. übernahm zusammen mit seinem Schwager Graf Gebhard VI. von Hirschberg nach dem Tode Alberts III. von Tirol im Juli 1253 dessen Besitzungen. Am 10. November 1254 einigten sich die beiden in Meran über die Aufteilung des Tiroler Erbes, wobei Graf Meinhard die südlichen Besitzungen inklusive der zugehörigen Gebiete in Kärnten und Friaul erhielt. Im Juli 1254 erlangte er die Trienter Lehen der 1248 erloschenen Hauptlinie der Grafen von Eppan-Ulten, im Mai 1256 die Lehen des Bistums Trient selbst. Damit hatte Meinhard den Hauptbesitz der Grafen von Eppan-Ulten und von Tirol in seiner Hand vereinigt. Ab 1256 erscheint er in Urkunden dann meist mit dem Titel Graf Meinhard von Görz (III.) und Tirol (I.).
Er starb Jan./Febr. 1258, wurde im Schloss Tirol begraben und später ins Görzer Hauskloster Stams überführt.

## Familie
Meinhard heiratete vor September 1237 Adelheid († Okt./Nov. 1278), die Tochter von Graf Albert III. von Tirol († 1253). Meinhard war bei dieser Eheschließung über 40 Jahre alt, eine frühere erste Ehe ist aktuell aus Quellen nicht bekannt.
Nachkommen:
- Adelheid von Görz (* nach 1241; † 1291), ⚭ Friedrich I., Graf von Ortenburg/Kärnten († 28. März 1304)
- Meinhard II. (* 1239/1240; † 30. Okt. 1295), Graf von Tirol und Görz (IV.)
- Albert I. (* 1240/1241; † Anf. Sept. 1304), Graf von Görz und Tirol